# Dekle v okvirju slike
Dekle v okvirju slike je olje na tabli iz leta 1641 nizozemskega umetnika Rembrandta. Znana je tudi kot Židovska nevesta in Dekle v klobuku. Poleg slik Učenjak na predavanju in Pokrajine z usmiljenim Samaritanom je ena od treh Rembrandtovih slik v poljskih zbirkah. Trenutno je na Kraljevem gradu v Varšavi.
Njegovo avtorstvo je bilo včasih vprašljivo, vendar je bilo leta 2006 potrjeno.

## Opis
Dekle je uokvirjena s fingiranim slikovnim okvirjem, od katerega sta vidni le spodnji in desni rob. Nosi temno rdečo žametno obleko, črn klobuk in biserne uhane v obliki hruške. Ta vrsta kostuma ni povezana s takratno modo. Ko se je pojavil na portretih, so ga obravnavali kot starodavno obleko, ki je dobro pristajala mitičnim, zgodovinskim, orientalskim ali svetopisemskim motivom. Rembrandt je tako oblečene figure pogosto upodabljal na svojih oljnih slikah in jedkanicah.
Ne gre za portret, ampak za tronie ali študijo glave ali polfigure brez pomembnih atributov ali dejanj. Rembrandt je prvotno začel slikati drugačno podobo - žensko, ki sedi, rahlo obrnjena v levo, nosi obleko, ki ustreza modi tistega časa, in nosi majhen klobuk na glavi. Figura je bila bolj desno od dekleta v končni različici. Portret ženske s klobukom ni bil nikoli dokončan in plošča je bila ponovno uporabljena. Nikoli ni bilo znano, da bi Rembrandt ponovno uporabil podporo začete slike za izvedbo portreta, ki ga je naročil naročnik.
Slika je bila restavrirana na konservatorskem oddelku Kraljevega gradu v Varšavi (med majem 2005 in marcem 2006). Preslikava je bila odstranjena in tam, kjer odstranitev ni bila mogoča zaradi poškodbe prvotnega barvnega sloja, minimalizirana. Pred obnovitvenimi deli so z rentgenskim slikanjem odkrili sledi prvotne kompozicije. Ko so bili preslikani fragmenti odstranjeni, je postal viden prvotni čopič, ki je bil izrazit v teksturi slike, na prsih in desnem rokavu.

## Zgodovina in izvor
Kralj Stanisław August Poniatowski jo je skupaj z Učenjakom na predavanju kupil leta 1777 od Elisabeth Henriette Marie Golovkin (hčerke grofa Friedricha Paula von Kamekeja) prek trgovca z umetninami Jakuba Triebla. Sprva ju je razstavljal v palači Łazienki v Varšavi, po njegovi smrti pa sta obe prešli k Józefu Poniatowskemu, ki ju je leta 1813 zapustil svoji sestri Mariji Terezi Poniatowski. Leta 1815 jih je kupil Kazimierz Rzewuski in jih podaril svoji hčerki Ludwiki, ženi Antonija Lanckorońskega. Kasneje so bile v lasti družine Lanckoroński. Grof Karol Lanckoroński, velik ljubitelj umetnosti, ki je živel na Dunaju, je leta 1902 poskrbel, da je bila Dekle v okvirju za slike razstavljena skupaj z drugimi renesančnimi in baročnimi slikami iz njegove zbirke v palači, ki je bila namensko zgrajena za namestitev zbirke (Jacquingasse 16-18), v bližini dunajskega botaničnega vrta). Gestapo jo je zasegel med drugo svetovno vojno, a je bila leta 1947 vrnjena pravim lastnikom in shranjena v trezorju švicarske banke. Naslednjič je bila razstavljena leta 1994 na razstavi družinskih umetnin na Kraljevem gradu v Varšavi, nato pa je Karolina Lanckorońska sliko podarila Kraljevemu gradu.
Raziskovali so jo v okviru Rembrandtovega raziskovalnega projekta, ki ga je vodil Ernst van de Wetering, ki je trikrat analiziral Deklico in Učenjaka in februarja 2006 potrdil, da ju je naslikal Rembrandt. Nato sta bili razstavljeni v Rembrandthuisu v Amsterdamu in Gemäldegalerie, Berlin kot del Rembrandt - Iskanje genija, razstave ob 400. obletnici slikarjevega rojstva.

## Analiza
Tema je bila vsaj od leta 1769 znana kot Judovska nevesta. Nekaj drugih Rembrandtovih del, ki prikazujejo ženske z dolgimi, razpuščenimi lasmi, je v 17. stoletju dobilo isti naslov. Po judovski tradiciji je imela nevesta razpuščene lase, ko je s svojim zaročencem podpisala zakonsko pogodbo.
Ernst van de Wetering trdi, da je Dekle v okvirju slike tipičen primer Rembrandtovega zanimanja za kompozicije Trompe l'oeil v poznih 1630-ih in zgodnjih 1640-ih. Je tudi primer njegovega iskanja novih načinov predstavljanja gibanja. Po van de Weteringovem mnenju je pričujoča slika izjemna in jo lahko razumemo kot eno redkih del in morda njihov prototip, ki dokazuje Rembrandtovo kratkotrajno navdušenje nad tovrstnimi vprašanji.
Gibanje nakazuje rahel umik dekličine desne roke in postavitev desne roke, kot bi visela tik nad robom iluzionističnega okvirja slike. Tudi biserni uhan, ki visi na njenem desnem ušesu, in tkanina desnega rokava se prav tako zdita v gibanju. Iluzijo razbitja konvencionalnega slikovnega prostora smo ustvarili s slikanjem figure v okvirju z obema rokama, iztegnjenima izven njega.